# 島津忠厚
島津 忠厚（しまづ ただあつ）は、今和泉島津家第8代当主。

## 生涯
天明2年（1782年）5月19日、出生し、次兄の奥平昌高が中津藩主を相続した翌年かつ長兄の島津斉宣が薩摩藩主となった天明7年（1787年）6月、前藩主島津重豪の実子（三男）として幕府に届けられる。
「近秘野艸」（『鹿児島県史料』「伊地知季安著作史料集六」所収）では加治木島津久徴の子とされている。また、「鹿児島県史料集」の『家譜』では旗本で佐土原藩分家の島之内島津家当主の島津久般（式部少輔）の密子（都合上、認知出来ないために存在が秘密になっている子）が生母とされている。
父の従兄弟の島津忠温の遺跡を相続し、今和泉家の当主となる。文化6年（1809年）、重豪の孫の島津斉興が藩主に就任すると、その後見を務めた。
文政8年（1825年）、隠居して家督を忠喬に譲る。弘化4年（1847年）3月16日死去。享年66。